# Pierre-Émile Martin
Pierre-Émile Blaise Martin (Bourges, 1824. augusztus 17. – Fourchambault, 1915. május 21.) francia kohómérnök, a nevét viselő Martin-acélgyártás feltalálója.

## Élete, munkássága
Pierre-Émile Martin apja Émile Martin mérnök és gyártulajdonos, anyja Constance Dufaud, a szintén vasgyáros Georges Dufaud lánya volt. Martin az egyik legpatinásabb, 1783-ban, XVI. Lajos által alapított alapított francia műszaki főiskolán, az École des Mines de Paris-n tanult.

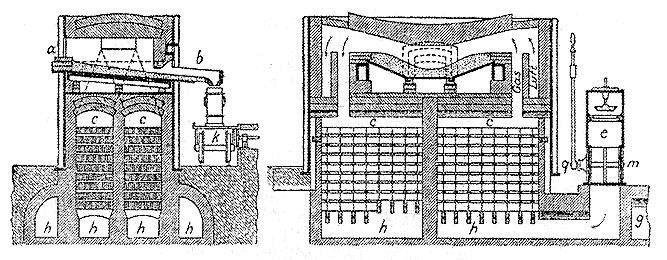
A sireuili kemence metszeti rajza

Az acélgyártás (tulajdonképpen a kavaró acélgyártás) korszerűsítésére vonatkozó kísérleteit apjával közösen kezdte el. Az elképzelés szerint egy lapos, teknő alakú kemencében a betét fölött gázlángot vezet el, amivel a fürdőből ki tudja égetni a nyersvas fölösleges kísérő elemeit, a szenet, a szilíciumot, a mangánt, és a folyamat végén folyékony acélt tud csapolni. A kísérletek ígéretesek voltak, bár számos kudarc közepette folytak. A módszer csak akkor vált ipari bevezetésre alkalmassá, amikor megvásárolta az 1856-ban felfedezett Siemens-féle, váltakozó lángjárású, regeneratív tüzelési módszer szabadalmát. Ezzel már olyan lánghőmérsékletet ért el, amivel a beolvasztás és a metallurgiai folyamatok gond nélkül lezajlottak. A módszer ráadásul lehetővé tette az akkoriban már erősen felgyülemlő vas- és acélhulladék feldolgozását is. Sireuili üzemében átalakított egy regeneratív tüzelésű hengerművi izzítókemencét, amelynek a medencemérete 1,2×1,6 méter volt, és amiből az első 1,5 tonnányi acélt 1864. április 8-án csapolta le. Angliában és Ausztriában az első SM-acélművet 1868-ban, Németországban 1869-ben helyezték üzembe (Magyarországon 1876-ban Resicán). Ezután az új acélgyártó eljárás gyorsan elterjedt a világban, és mintegy száz éven át uralta a világ acélgyártását.
Martin 1855 és 1874 között Sireuil polgármestere volt. Forradalmi acélgyártó eljárása azonban nem hozta meg számára az anyagi sikert, ellentétben a szélfrissítéses acélgyártás feltalálóival, Bessemerrel és Thomasszal, akik találmányuk révén életük végéig jólétben éltek. Martint a módszere látványos sikere ellenére teljesen elfeledték, gyakorlatilag nélkülözött. Végül 1910-ben a nagyipar vezetőinek mégis eszükbe jutott, és komoly tiszteletdíjakkal igyekeztek kifejezni elismerésüket a világ egyik legnagyobb kohásza számára. Ugyanebben az évben megkapta a francia becsületrendet is.

## Fordítás
- Ez a szócikk részben vagy egészben  a   Pierre-Émile Martin című francia Wikipédia-szócikk ezen változatának fordításán alapul.  Az eredeti cikk szerkesztőit annak laptörténete sorolja fel. Ez a jelzés csupán a megfogalmazás eredetét és a szerzői jogokat jelzi, nem szolgál a cikkben szereplő információk forrásmegjelöléseként.